# Kålholmen, Pyttis
Kålholmen är en ö i Finland. Den ligger i Finska viken och i kommunen Pyttis i landskapet Kymmenedalen, i den södra delen av landet. Ön ligger omkring 23 kilometer väster om Kotka och omkring 91 kilometer öster om Helsingfors. Kålholmen ligger 1 meter över havet.
Öns area är 0,8 hektar och dess största längd är 150 meter i nord-sydlig riktning. Närmaste större samhälle är Lovisa, 17,8 km väster om Kålholmen.